# Stazione di Magheramorne
La stazione di Magheramorne ( in inglese britannico Magheramorne railway station) è una stazione ferroviaria che fornisce servizio a Magheramorne, contea di Antrim, Irlanda del Nord. Attualmente l'unica linea che vi passa è la Belfast-Larne. La stazione fu aperta il 1º ottobre 1862.

## Treni
Da lunedì a sabato c'è un treno ogni ora verso Belfast Central o Larne Harbour, con treni aggiuntivi nelle ore di punta.  La domenica la frequenza di un treno ogni due ore è costante per tutto il corso della giornata, ma il capolinea meridionale è Great Victoria Street.

## Servizi ferroviari
- Belfast-Larne

## Servizi
- Biglietteria self-service
- Distribuzione automatica cibi e bevande
- Biglietteria
- Fermata e capolinea autobus urbani
- Servizi igienici